# Сасько, Алексей Викторович
Алексе́й Ви́кторович Сасько́ (укр. Олексій Вікторович Сасько; 17 октября 1970, Днепропетровск — 21 декабря 1992, Днепропетровск) — советский и украинский футболист, выступавший на позиции защитника и полузащитника. Мастер спорта СССР (1990).

## Карьера
Воспитанник днепропетровского спортинтерната, где его тренером был Игорь Ветрогонов. Дебютировал в основном составе «Днепра» 22 апреля 1990 года в поединке с одесским «Черноморцем», выйдя на 74-й минуте на замену вместо Юрия Гудименко. В следующем сезоне стал одним из основных игроков клуба, проведя в последнем чемпионате СССР 22 матча. В первом чемпионате Украины получил вместе с командой бронзовые награды.
21 декабря 1992 автокатастрофа унесла жизни сразу двух молодых украинских футболистов — киевского динамовца Степана Бецы и игрока «Днепра» Алексея Сасько. Первый круг украинского чемпионата подошёл к концу, футболисты были в отпуске, и Степан решил съездить в Днепропетровск. Как отмечал позже в своем интервью Владимир Шаран, они выехали из Киева на двух машинах, однако Шаран свернул в сторону Кривого Рога, а Беца и Сасько поехали в Днепропетровск. Через некоторое время позвонила жена Бецы и сообщила, что он в реанимации, а Алексей Сасько погиб непосредственно на месте происшествия. По некоторым данным, авария произошла из-за того, что автомобиль на скорости около 120 км/ч попал на обледеневший участок дороги, водитель не справился с управлением и въехал в дерево.